# 弥栄橋

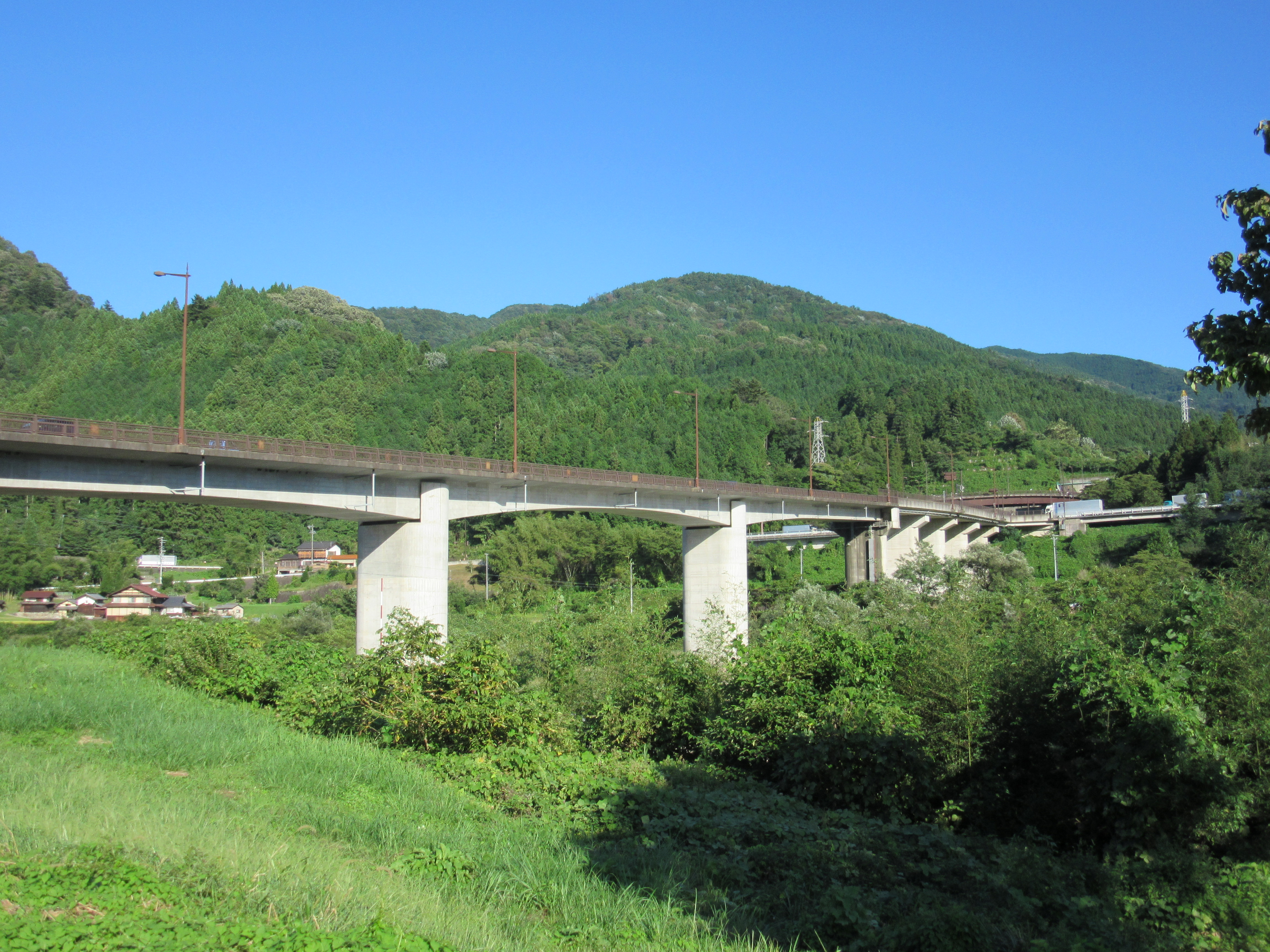
弥栄橋（岐阜県坂下）

弥栄橋（いやさかばし）は、岐阜県中津川市の木曽川に架かる国道（国道256号）の橋である。
開通当時は、岐阜県恵那郡坂下町と長野県木曽郡山口村を結ぶ県境の橋であったが、2005年（平成17年）、坂下町と山口村が中津川市に編入されたことにより、現在は中津川市内の橋になっている。
現在の橋は2代目である。弥栄橋の命名は島崎藤村によるもので、初代の橋の銘板は島崎藤村直筆を使用していたという。現在の2代目の橋の銘板もその直筆の文字を銅板にしるした物である。

## 概要
- 供用：1995年（平成7年）
- 延長：391.3m
- 幅員：9.7m
- 区間：岐阜県中津川市坂下 - 岐阜県中津川市山口

## 沿革
初代の弥栄橋は1931年（昭和6年）8月18日に起工し、突貫工事が行われ、1932年（昭和7年）5月8日に開通した。橋の命名は島崎藤村が行い、銘板の文字も藤村が行った。位置は現在の弥栄橋の上流300mであり、鉄橋であった。
初代は老朽化進んだため、1995年（平成7年）2月24日、現在の弥栄橋が開通した。初代は1998年（平成10年）頃解体されたが、現在も痕跡が残っている。
座標: 北緯35度34分13.5秒 東経137度32分12.3秒 / 北緯35.570417度 東経137.536750度